# Сент-Джуліан (Мальта)
Сент-Джуліан (мальт. San Ġiljan) — місто в Центральному регіоні Мальти. Станом на 2020 рік зареєстрована кількість жителів становила 13 792. Місто розташоване уздовж узбережжя, на північ від столиці країни Валлетти. Відоме орієнтованими на туризм бізнесами, такими як готелі, ресторани та нічні клуби.

## Етимологія та традиції
Місто названо на честь його покровителя: Святий Джуліан широко відомий як Джуліан Госпітальєр та Джуліан Бідний, він є покровителем мисливців. На честь святого Джуліана свято відзначається 12 лютого
Особливий конкурс, пов'язаний зі святом міста, відомий як «Остра». Цей традиційний конкурс передбачає біг учасників якомога далі вздовж похилого змащеного стовпа, який підвішений над морем. Виграє людина, яка схопить один із трьох прапорів, що звисають з краю, кожен прапор являє собою певний приз.
Ще однією традицією, пов'язаною зі святом цієї місцевості, є «Мушкетерія». Починаючи з 1982 року, мисливці вистрілюють із даху парафіяльної церкви порожні картриджі, наповнені чорним порошком, коли статую святого покровителя виносять із церкви. Традиція відповідає історії місцевості, яка раніше була мисливським угіддям для лицарів Мальти.

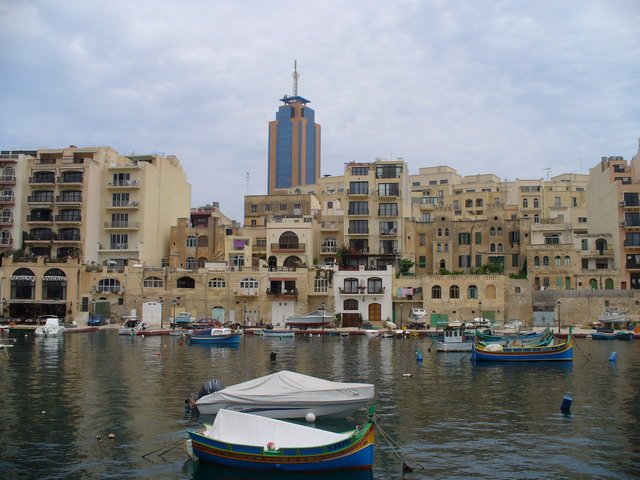
Вежа Портомазо із затокою Спінола на передньому плані

Ділова вежа Портомазо — найвища на сьогоднішній день будівля Мальти висотою 97,54 метра, розташована у місті Сент-Джуліан.

## Історія

### Стара парафіяльна церква

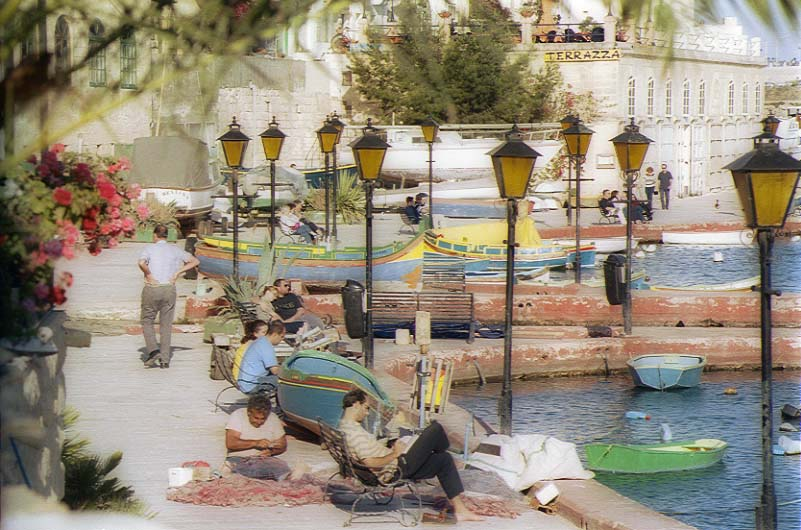
Частина району затоки Спінола Сан-Сільян

Найдавніші документальні свідчення цієї церкви — про пастирський візит єпископа Томмазо Гаргалло у 1601 році. У 1854 році близько 600 жителів Сент-Джуліана звернулись до церковної влади, щоб стати їх парафіянами. Було відмовлено, але дозвіл був наданий при повторному запиті в 1891 році. Дун Гузепп Шеррі став першим парафіяльним священиком.
Нинішня парафіяльна церква була спроектована мальтійським архітектором Артуро Заммітом, а її перший камінь був покладений у 1961 році. Вперше служба відбулась у 1968 році, коли вона ще не була повністю побудована. Церква вітала Папу Римського Св. Івана Павла ІІ під час його першого візиту на Мальту 27 травня 1990 р.
Каплиця Тисячоліття за проектом мальтійського архітектора Річарда Інглда була відкрита в 2000 році. Тут розміщений сад для медитації, відкритий у травні 2018 року як притулок для споглядання та спокою Побудована за ініціативою та під керівництвом о. Фонд.

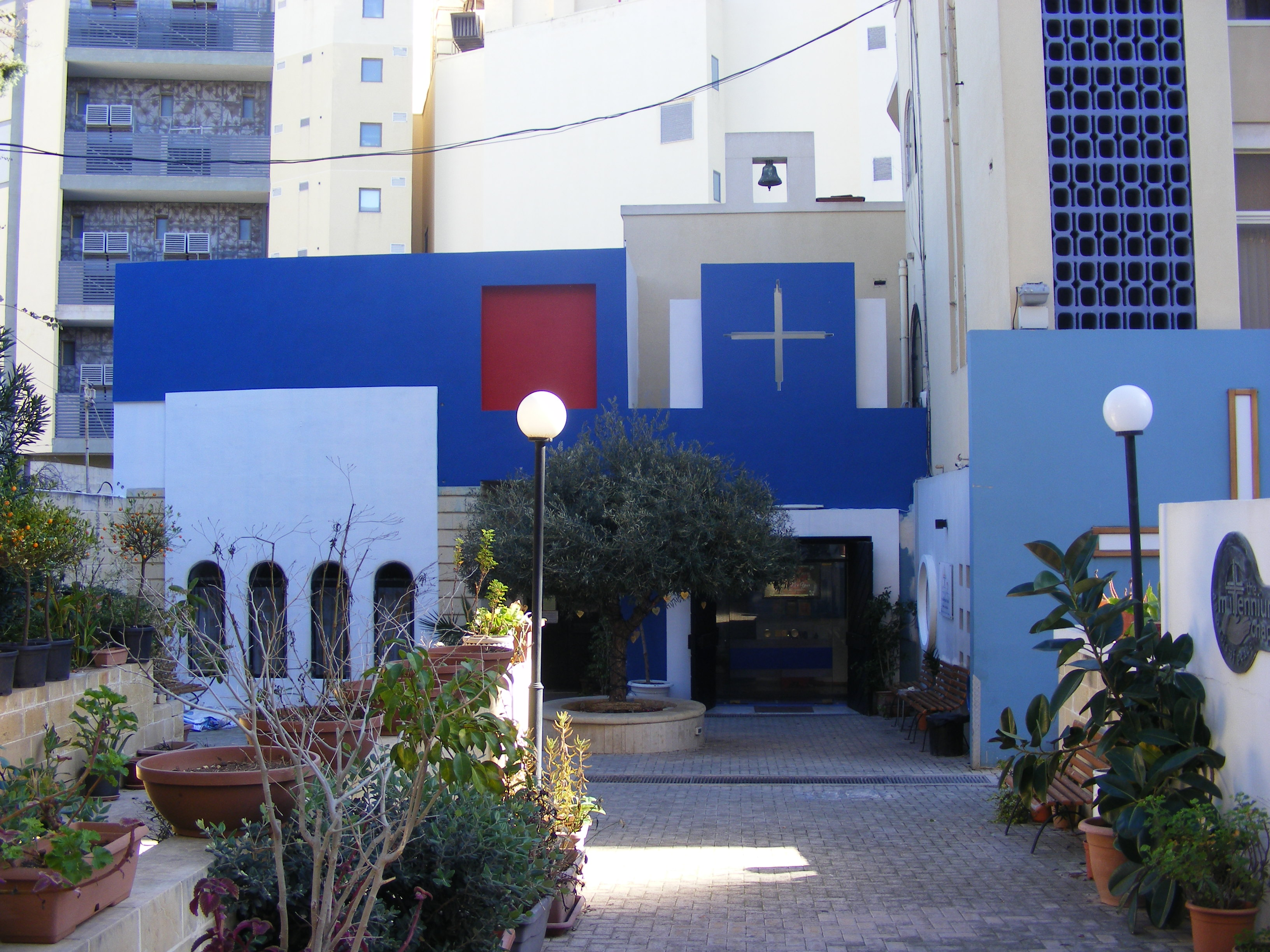
Каплиця Тисячоліття в Пейсвіль

До дев'ятнадцятого і початку ХХ століття Сент-Джуліанс був дуже спокійним прибережним містом, відомим своєю латинською архітектурою, такою як палац Спінола та зелені оточення. Більше того, для затоки Спінола були характерні рибалки та фермери, які мешкали в сільській місцевості.
У 2020 році плани щодо розвитку туристичного поромного пункту в затоці Баллута викликали занепокоєння та протести з боку окремих осіб, місцевої ради та НГО.

### Палац Спінола

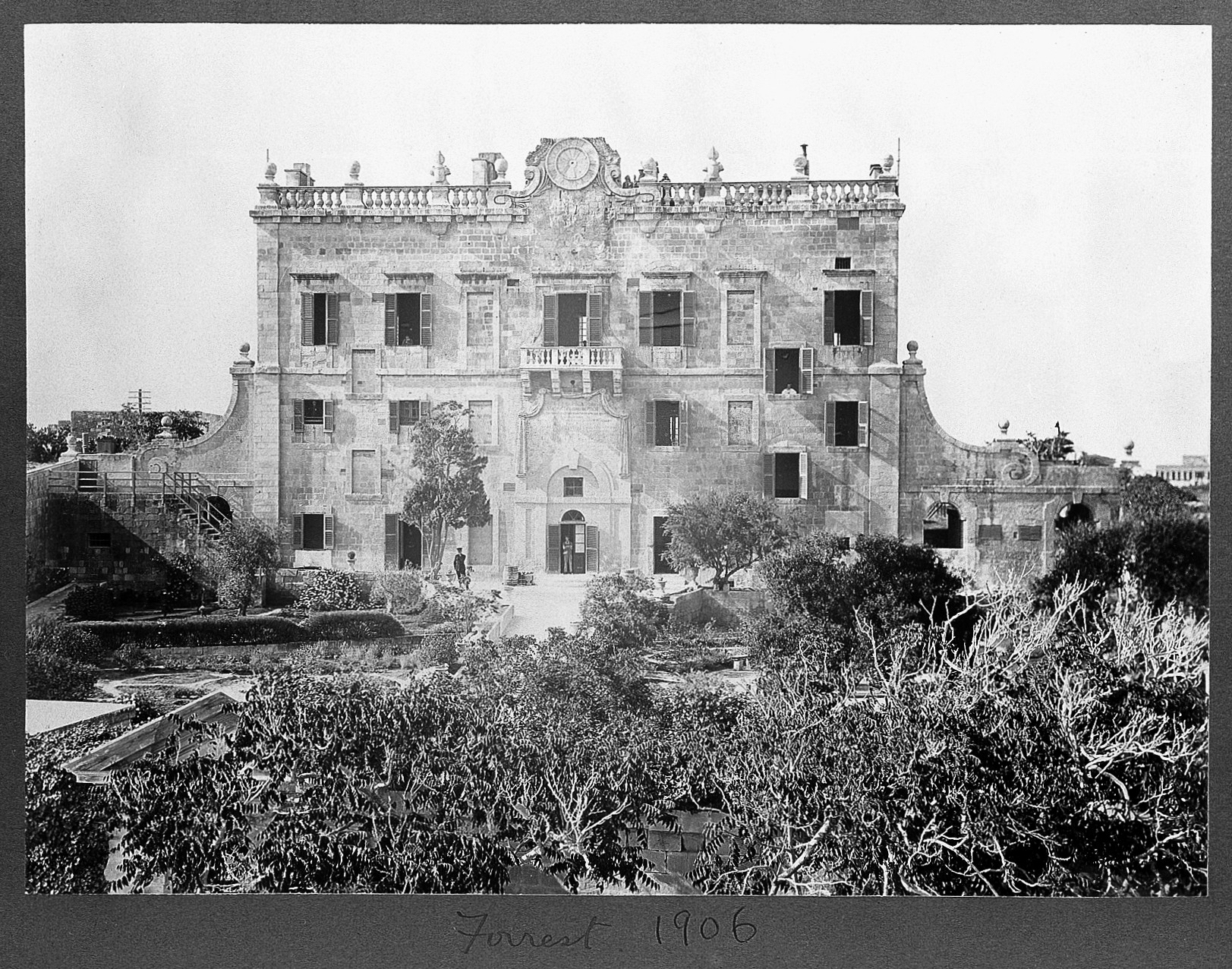
Палац Спінола приблизно в 1906 році

Через страх нападів з боку мусульман Північне узбережжя залишалося мало заселеним до тих пір, поки напади не зменшились після 1565 року. Будівництво палацу Спінола з прилеглими садами здійснене у 1688 році. Під час французької окупації цих островів у 1798 році Сент-Джуліан було першим містом на Мальті, яке було завойовано французькими військами. Генерал Клод Анрі Вабуа ввів французькі війська в бухту Спінола.

## Затоки

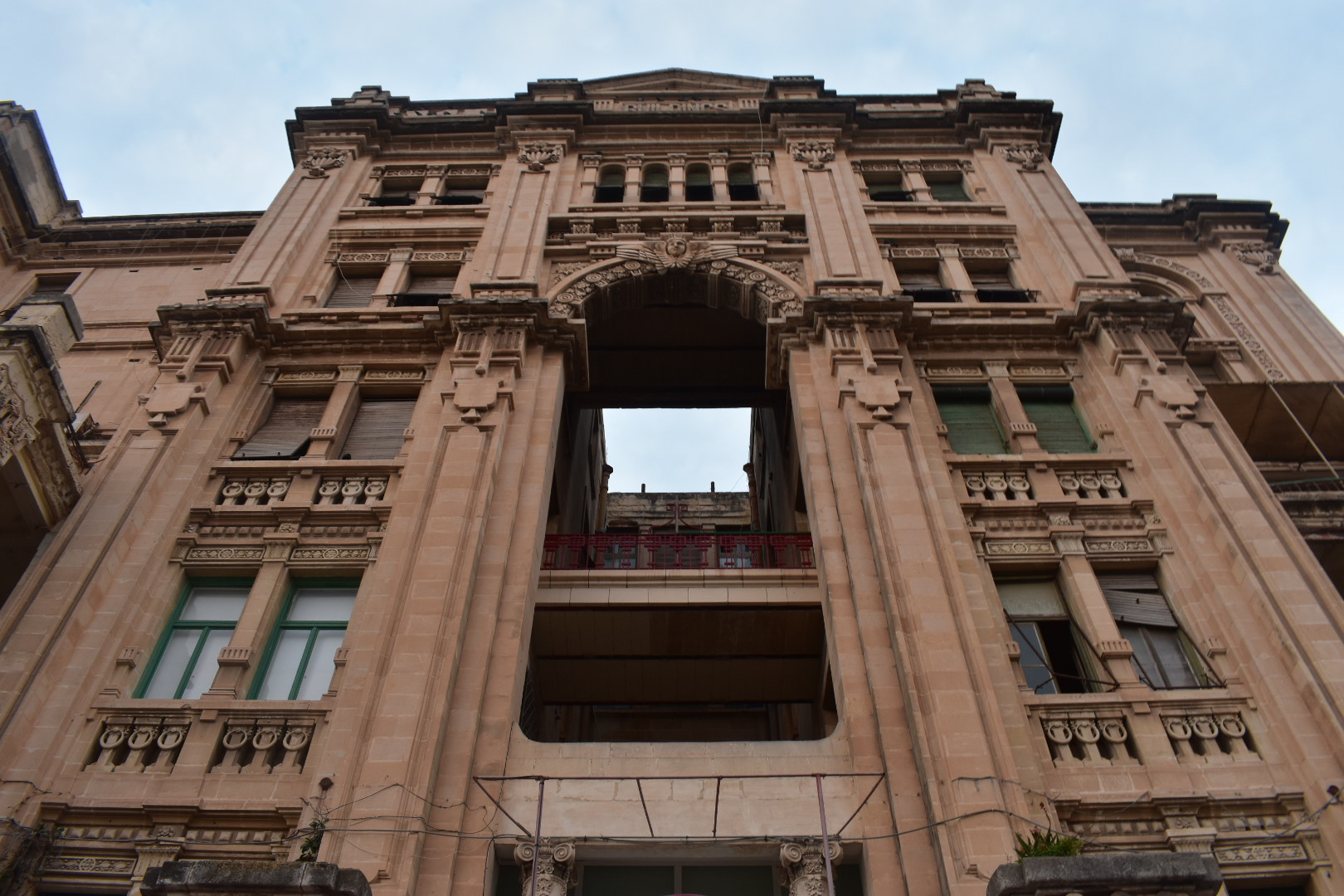
Будинки Баллути

- Затока Баллута
- Затока Спінола

- Георгіївська затока
- Затока Сент-Джуліан

## Помітні місця
- Будівництво Баллути
- Драгонара Пойнт
- Іл-Калієт
- Пейсвіль
- Портомасо
- Та 'Джорні
- Вілла Роза
- Wied Ħarq Ħamiem
- Wied tal-Balluta
- Любов статуя Річарда Англії[15]
- Вілла Леоні
- Вілла Priuli
- Вілла Бланш
- Вілла Cassar Torreggiani
- Вежа Сент-Джордж-Бей
- Пам'ятник Сенсу Табоне

## Релігійні пам'ятники та церкви
- Статуя Святого Джуліана в Трік-іл-Кбіра
- Статуя Пресвятого Серця Ісуса в Xatt ta 'Spinola
- Церква Непорочного Зачаття в Трік-Сан-Горг
- Статуя Успіння в Трік-Лапсі
- Ніша Непорочного Зачаття в Телґа та 'Біркіркара
- Церква Мадонни Доброї ради в Трік-іль-Кнісі
- Церква Санта-Ріта
- Каплиця Тисячоліття
- Монастир бідних клар
- Монастир кармеліток
- Монастир Школи Пресвятого Серця Ісуса

## Місцева рада
Наразі Місцева рада складається з таких членів:
Альберт Буттігіг (мер)
Клейтон Люк Мула (заступник мера)
Іоанна Агія
Патрісія Камільєрі
Гвідо Даллі
Ріта Дімех Портеллі
Адріан Домінік Еллул
Шон Гаучі
Мартін Джон Султан
Пол Спітері (відповідальний секретар)

## Події

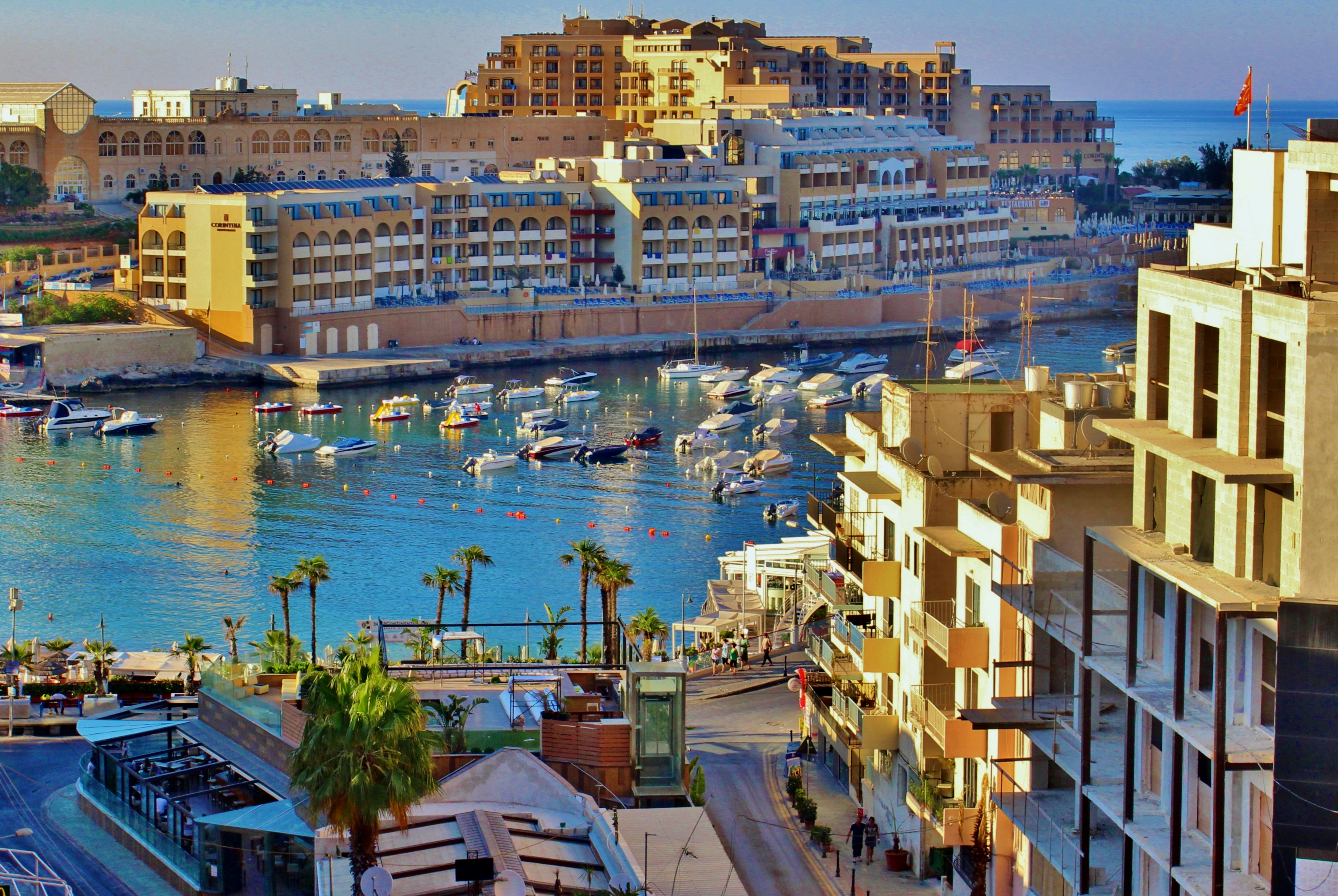
Вид на порт з боку Інтерконтинентальної Мальти

- У Сент — Джуліан свято завжди проводиться в останню неділю серпня.
- Покерний турнір «Битва на Мальті»

## Спорт
- Сент Джуліанс представляє футбольна команда « Меліта», сформована в 1933 році. Найвища їхня перемога у мальтійському футболі на сьогоднішній день — результат 4–0 з сусідами Сліма Уондерерс у фіналі Кубка Мальті у 1939 році. В останні роки Меліта також брала участь у Мальтійській Прем'єр-лізі і в даний час бере участь у 3-му рівні мальтійського футболу в новоствореній Національній аматорській лізі.

- Водне поло — це вид спорту, який призводить людей до цього міста. Місцева команда «Ватерполо» займає перше місце у таблицях мальтійської ліги «Ватерполо» з часу її створення в 1929 році.[17] Клуб має добре обладнані навчальні приміщення, розташовані вздовж пляжу.[18]

- Сквош — також звичайний вид спорту, яким можна займатися в Сент Джуліансі.